# Myiopharus parvula
Myiopharus parvula là một loài ruồi trong họ Tachinidae.